# Objectherkenning
Objectherkenning is het automatisch detecteren van bepaalde objecten door een computer.
Mensen herkennen objecten zonder veel moeite hoewel objecten zelden exact hetzelfde voorkomen. Soms staan we dicht bij of veraf, wat ervoor zorgt dat het object groter of kleiner lijkt, op andere plaatsten staat hetzelfde object dan weer gedraaid of half verstopt achter iets anders. Toch hebben wij geen problemen om dit te herkennen, bij computergestuurde objectherkenning zorgt dit voor een grote moeilijkheid.
Een pionier op het vlak van objectherkenning was David Lowe, een Canadese wetenschapper. Hij kwam met het idee om van een object punten te nemen die niet veranderen door translatie, rotatie, grootte en lichte vervorming. Het algoritme dat hiervoor gebruikt wordt, wordt Scale-invariant feature transform (SIFT) genoemd. Hoewel er vele manieren zijn om aan objectherkenning te doen, is dit de meest algemene methode.

## De SIFT-methode
Deze methode om aan objectherkenning te doen gebeurt in een aantal stadia. Als we willen dat we objecten kunnen herkennen, moeten we eerst zorgen dat er een database aanwezig is waarin reeds een aantal objecten zitten die als referentie kunnen gebruikt worden. Deze database wordt gevuld met SIFT key features van de objecten die we als referentie gaan gebruiken. De locatie en oriëntatie van deze features wordt apart bijgehouden zodat bij vergelijking met een nieuw object niet enkel de feature zelf moet kloppen, maar ook de oriëntatie en de locatie juist moeten zijn.
Wanneer er een object herkend wordt, worden ook hiervan met het SIFT-algoritme belangrijke kenmerken genomen die dan individueel worden vergeleken met alle kenmerken in de database. Het algoritme dat gebruikt wordt om na te gaan of de kenmerken overeenkomen is het Best-Bin-First algoritme. Van alle overeenkomstige kenmerken dat hieruit komen worden enkel degene die dezelfde locatie, oriëntatie en schaal bijgehouden.
De resultaten die we nu bekomen hebben worden nu geclusterd, dit wil zeggen dat er nu gekeken wordt naar de verschillende kenmerken samen en niet meer individueel. De matches die eerder zijn voorgekomen worden gegroepeerd per object, waar we drie of meer matches tegenkomen per object worden bijgehouden, anderen worden weggelaten. Deze worden dan meer gedetailleerd bekeken en weggelaten als deze niet verder overeenkomen. Het uiteindelijk resultaat is een match waarvan we bijna zeker kunnen zeggen dat dit het object is dat we voor ons hebben.

## Andere methoden
- SURF[3]: Speeded Up Robust Features is een robuuste indicator van belangrijke punten die onafhankelijk zijn van de schaal en rotatie in een object. Deze manier is sneller dan SIFT. SURF is gebaseerd op 2D Haarwavelets.
- PCA-SIFT[4]: Principal Components Analysis - Scale-invariant feature transform is een variant van SIFT.